# USS Jarrett (FFG-33)
USS «Джаррет» (FFG-33) (англ. USS Jarrett (FFG-33) — військовий корабель, 25-й фрегат керованої ракетної зброї типу «Олівер Газард Перрі» ВМС США. Названий на честь віце-адмірала Гаррі Джаррета (1898—1974).
«Джаррет» закладений 11 лютого 1981 року на верфі компанії Todd Pacific Shipyards, Los Angeles Division, Сан-Педро, штат Каліфорнія за програмою FY78. 2 липня 1983 увійшов до складу ВМС Сполучених Штатів. Виведений зі складу флоту 21 квітня 2011 року. Фрегат став першим в американському флоті бойовим кораблем, командиром якого стала жінка-офіцер, командер Кетлін Макгрейт (1998—2000).

## Служба

### Операція «Ернест Вілл»
Фрегат «Джаррет» проходив службу на різних морських театрах: у західному Тихому океані, в Індійському океані, Перській затоці тощо. З травня по листопад 1987 року залучався до проведення операції «Ернест Вілл» — військової операції збройних сил США, що проводилася під час Ірано-іракської війни у Перській затоці з метою захисту кувейтських транспортних танкерних перевезень від нападів іранських військово-морських сил.
21 вересня 1987 року малі вертольоти 160-го вертолітного полку спеціальних операцій AH-6 та MH-6 «Літтл Берд» злетіли з борту фрегата «Джаретт» для відстежування іранського спеціалізованого десантного судна «Іран Аджір». Цей корабель переховувався поблизу неробочої нафтової платформи «Рашадат» за 120 миль на схід від Бахрейну, яку іранці використовували як пост спостереження за пересуваннями транспортних суден. Коли судно погасило бортові вогні та розпочало встановлювати мінне поле в міжнародних водах, з отриманням дозволу на бойові дії, вертольоти гарматно-ракетним вогнем атакували іранське судно й примусили його зупинитися. Коли іранці спробували викидати міни за борт, їх знову обстріляли з повітря; тоді екіпаж втік із судна.
З прибуттям операторів ССО швидкохідними катерами, команда «морських котиків» висадилася на «Іран Аджір», де виявила 9 мін, підготовлених до застосування. У капітанській рубці знайшли бортовий журнал, в якому були чітко позначені усі раніше встановлені мінні поля. Ці викриті факти спровокували міжнародний скандал про грубе порушення Іраном правил ведення війни. Фрегат КРЗ USS «Хоус» узяв імпровізований мінний загороджувач на буксир та відтягнув його ближче до зони ведення бойових дій, де американські сапери наступного дня підірвали судно й затопили в міжнародних водах.
«Джаретт», що входив до складу Оперативної групи флот «Близький Схід», продовжував патрулювання району підвищеної уваги, відстежуючи спроби іранців вчинити диверсії та напади на танкери, що рушили протокою.

### Війна в Перській затоці
З 7 грудня 1990 до 6 червня 1991 року корабель перебував поблизу Перської затоки, де з початком активної фази операції залучався до підтримки бойових дій у ході війни. 25 січня 1991 року «Джаретт» увійшов до складу сил, що здійснювали протиповітряне прикриття ударного угруповання ВМС, а також у взаємодії з повітряним компонентом забезпечував розвідувальні вертольоти OH-58D Kiowa, котрі діяли з борту фрегата. Гелікоптери залучалися до розвідки та вогневої підтримки акції з ураження стартових позицій іракських ракет HY-2 з американських кораблів, зокрема лінійного корабля «Міссурі», який для пошуку цілей використовував БПЛА RQ-2 Pioneer. Після того, як безпілотники викрили одну з цілей непошкодженою, «Кайови» завдали по ній авіаційного удару ракетами «повітря-поверхня» AGM-114 Hellfire.
Під час бомбардування іракських позицій артилерією головного калібру лінкора «Міссурі», фрегат USS «Джаррет» здійснював прикриття разом з британськими есмінцем «Глочестер» та фрегатом «Лондон». 25 лютого 1991 одна з випущених іракцями ракет HY-2 йшла на американський лінійний корабель, проте, діями обслуги протиракетних засобів та зенітним вогнем союзники намагалися збити ракету типу «поверхня-корабель». Врешті-решт британські зенітники пуском двох зенітних ракет Sea Dart знищили ціль. У відповідь, розвідувальний БПЛА RQ-2 Pioneer викрив позицію, звідки запускалася ракета, і «Міссурі» завдав по району виявленої цілі 30 пострілів 406-мм гармат 16"/50 caliber Mark 7 й знищив артилерійську батарею противника.
З 1 березня до 14 квітня 1991 року фрегат «Джаррет» ескортував торговельні судна крізь визволену від мін зону.

### 2000
31 січня 2000 року авіалайнер MD-83 компанії Alaska Airlines, що прямував рейсом № 261, розбився у Тихому океані поблизу острову Анакапа, Каліфорнія. У наслідок трагедії загинули усі 88 членів екіпажу та пасажири. До району авіакатастрофи військово-морський флот направив угруповання кораблів, на чолі з атомним авіаносцем USS «Авраам Лінкольн», для пошуку уламків літака та тіл постраждалих.

### 2009
У 2009 році фрегат уведений до складу спеціального Тихоокеанського загону боротьби з наркоторгівлею № 101, й діяв у східному Тихому океані. У результаті проведених операцій екіпажу корабля вдалося перехопити 9 тонн контрабанди наркотиків, сумарною вартістю близько 266 млн.$.
21 квітня 2011 року бойовий корабель був виведений зі складу флоту після 15 бойових походів.